# Kramer János György
Kramer János György (Sopron, 1684 – Bécs, 1744) orvos, botanikus.

## Életútja
A török háborúk alatt katonai orvos volt 1715-től 1718-ig Magyarországon, később temesvári főorvos; innét Bécsbe tért vissza és nem sok idő múlva a szász választófejedelem udvari orvosa lett Drezdában. A franciák ellen Ausztria részéről indított hadviselésben a Rajnához küldetett katonai főorvosnak, ahol az 1738. évi békekötésig maradt. Kitűnő orvos volt; botanikai, anatómiai és kémiai ismereteiről is híres volt.
Weszprémi 66 cikkét jegyezte fel, melyek közül a Magyarországra vonatkozók a Commerc. Litter. Noricumban (1732. Cogitationes de Wampyris Serviae in Hungaria, 1733. De Camelo-Struthionibus Viennae ova ponentibus, et eadem excludentibus; et de gallinis Dotensibus, Tata, in Hungaria ova sola membrana pellucida tecta parientibus, et incubitu suo feliciter excludentibus, 1734. Degryllo in aures bulbici Temesvariensis nigresso, et gossypio conglobato, melleque illito extracto, 1735. De ovis magicis vetularum Hungaricarum in insula Csalóköz a rhedario principis Eszterházy comestis, De vino Vatzienski rubello Hungarico, optimi mephriticorum remedio, De remedio specifico infallibili, empiricae mulieris Ketskemétiensis in curanda rabie canina sen hydrophobia cantharidum beneficio, Deligandum recens natorum umbilicum exemplo infantis Temesvariensis probari, Relatio de medici Eszékiensis cataplasmata ex allio et aceto parato, 1741. De cura luis Veneriae ... pluribus experimentis in Hungaria confirmata, De nonnullis medicamentis anti-venereis, medici potissimum Jaurinensis decocto, 1743. De ignoto et miro temperanti medicamento nitroso, ex aurea Danubii arena in insula Csallóköz elui soluta, parando) sat.

## Munkái
- Tentamen botanicum, sive methodus Rivino-Tournefortiana herbas, fructices arbores omnes facillime absque antegressa ulla alia informatione cognoscendi ... Dresdae, 1728. (2. jav. és bőv. kiadás. Bécs, 1744).
- Dissertatio epistolica de scorbuto militari apud Hungaros militi Caesaro maxime periculso et quotannis sporadico. Norimbergae, 1737.
- Cognitiones et observationes de climate Hungarico. Viennae, 1739.
- Medicina castrensis: das ist bewährte Aznei, wider die im Feld und Guarnisons unter Soldatem grassirende Krankheiten. Diesem ist angehängt I. Consilium medicum de dysenteria. II. De morbo castrensi epidemico anni 1734. et 1735. Auf das Neue von dem Authore übersehen, und mit einem Consilio de climate Ungariae und darinnen zu conservirender Gesundheit vermehrt. Uo. 1739.
- Medicina Chirurgica castrensis oder pars secunda von allen äusserlichen Leibsgebrechen, die den Soldaten sowohl im Feld, als in der Guarnison zu befallen pflegen, sammt einer Praefation de officio medici oder chirurgi castrensis ... Item einer Introduction von der Natur und Chrirugie etc. Nürnberg, 1740.